# Johann Pauls
Johann Pauls (9. února 1908 Gdaňsk – 4. července 1946 Biskupia Górka) byl během druhé světové války velitel stráží v koncentračním táboře Stutthof. Za válečné zločiny byl popraven.

## Biografie
Pauls byl třetím dítětem Johanna Augusta Paulse a Minny Steingräberové. 1. dubna 1931 vstoupil do NSDAP a SS v Gdaňsku. Od 21. července 1939 do 31. října 1941 sloužil v záložním policejním sboru a od 1. listopadu 1941 do 11. března 1943 sloužil u jednotek Waffen-SS a SS-Schutze.
V dubnu 1943 byl převelen do koncentračního tábora Sachsenhausen. Poté byl v hodnosti SS-Oberscharführer velitelem stráží v koncentračním táboře Stutthof až do konce války v roce 1945.

## Poválečné období
Byl souzen v prvním procesu Stutthof, který se konal v Gdaňsku od 25. dubna 1946 do 31. května 1946, a odsouzen za válečné zločiny k trestu smrti. Pauls byl oběšen 4. července 1946 na kopci Biskupia Górka v Gdaňsku společně s 10 dalšími vězni, pěti muži a pěti ženami.